# 尼特拉足球俱樂部
尼特拉足球俱樂部（FC Nitra）是斯洛伐克的一家足球俱樂部。是斯洛伐克歷史最長的足球俱樂部。參加斯洛伐克甲級足球聯賽的賽事。

## 外部連結
- Official website （斯洛伐克文）
- FC Nitra Ultras （斯洛伐克文）